# Liste der portugiesischen Botschafter in Frankreich
Die Liste der portugiesischen Botschafter in Frankreich listet die Botschafter Portugals in Frankreich auf. Die Länder unterhalten seit 1485 direkte diplomatische Beziehungen. Im März 1641 zog die erste ständige portugiesische Gesandtschaft in der französischen Hauptstadt Paris ein.
Nach Ausbruch des Zweiten Weltkriegs und der folgenden deutschen Besetzung Frankreichs ab 1940 wurde die seit März 1641 bestehende Legation in Paris nach Vichy, die Hauptstadt des Vichy-Regimes verlegt, seit Anfang 1945 residiert sie wieder in Paris. 1948 wurde sie zur Botschaft erhoben.

## Missionschefs
| Name                                                 | Bild       | Amtszeit                             | Anmerkungen |
| Frankreich                                           | Frankreich | Frankreich                           | Frankreich |
| ---------------------------------------------------- | ---------- | ------------------------------------ | --- |
| Francisco de Melo und António Coelho de Carvalho     |            | 25. März 1641 –13. Juni 1641         | Gemeinsame Botschafter, im März 1641 akkreditiert                                                                |
| Frei Dinis de Lencastre                              |            | 21. / 26. August 1641 –1641          | Wahrscheinlich Geheimbotschafter, am 22. Juni 1641 akkreditiert                                                  |
| Conde da Vidigueira                                  |            | 15. August 1642 –Februar(?) 1646     | Botschafter |
| Luís Pereira de Castro                               |            | 1643                                 | Botschafter |
| Marquês de Cascais                                   |            | 19. April 1644 –20. Juni 1644        | Sonderbotschafter                                                                                                |
| António Moniz de Carvalho                            |            | 1646 –11. Februar 1648               | Ständiger Vertreter, im Februar 1646 akkreditiert                                                                |
| Marquês de Niza                                      |            | 1647 –Mai(?) 1649                    | Sonderbotschafter, am 8. Februar 1647 akkreditiert                                                               |
| Cristovão Soares de Abreu                            |            | 1648 bis 1651                        | Ständiger Vertreter                                                                                              |
| Francisco de Sousa Coutinho                          |            | 17. April 1651 –12. Oktober 1655     | Botschafter |
| Feliciano Dourado                                    |            | 1652– August/September 1653          | Ständiger Vertreter                                                                                              |
| Frei Domingos dos Rosário                            |            | 1656 –Juni 1657                      | |
| Francisco Ferreira de Rebelo                         |            | 1658                                 | Wahrscheinlich ständiger Vertreter                                                                               |
| Feliciano Dourado                                    |            | 1658 –14. Juli 1659                  | Ständiger Vertreter                                                                                              |
| João da Costa (Conde de Soure)                       |            | 1659 –2. August 1660                 | Sonderbotschafter, am 13. Juni 1659 akkreditiert                                                                 |
| Rui Teles de Meneses                                 |            | 1663                                 | Gesandter |
| Francisco Ferreira Rebelo                            |            | Juni 1663 –18. September 1663        | Ständiger Vertreter                                                                                              |
| Francisco de Melo Manuel da Câmara                   |            | 1663 (etwa ab Juni)                  | Sondergesandter                                                                                                  |
| Marquês de Sande                                     |            | November 1663 –November 1664         | Botschafter |
| Marquês de Sande                                     |            | 1665 bis 1666                        | Botschafter, im Oktober 1665 akkreditiert                                                                        |
| Francisco Ferreira Rebelo                            |            | 1667– 1. Mai 1668                    | Ständiger Vertreter                                                                                              |
| Duarte Ribeiro de Macedo                             |            | 1. Mai 1668 –1676                    | Gesandter, 1668 akkreditiert                                                                                     |
| Salvador Taborda Portugal                            |            | 17. Dezember 1677 –8. Dezember 1690  | Gesandter |
| João de Ataíde e Castro                              |            | 10. Juli 1684 –1684                  | ohne Rang vermerkt                                                                                               |
| Francisco Pereira da Silva                           |            | 1691– 22. November 1695              | Sonder-Gesandter                                                                                                 |
| Marquês de Cascais                                   |            | 21. November 1695 –19. November 1699 | Sonder-Botschafter, am 26. Februar 1696 akkreditiert                                                             |
| Luís da Cunha                                        |            |                                      | Sonder-Gesandter, wahrscheinlich 1698 bis 1699 vor Ort                                                           |
| José da Cunha Brochado                               |            | 1699– Mai 1704                       | Gesandter |
| Luís da Cunha                                        |            | 30. September 1701 –15. April 1704   | Botschafter |
| Conde da Ribeira Grande                              |            | 18. August 1715 –13. Februar 1721    | Sonder-Botschafter                                                                                               |
| Marco António de Azevedo Coutinho                    |            | 29. März 1721 –1725                  | Sonder-Gesandter                                                                                                 |
| Luís da Cunha                                        |            | 1723 bis 1725                        | Ministro Plenipotenciário, 1723 akkreditiert                                                                     |
| Francisco Mendes de Góis                             |            | 1726 bis 1742                        | Diplomatischer Agent                                                                                             |
| Luís da Cunha                                        |            | 1740– 9. Oktober 1749                | Botschafter |
| Gonçalo Manuel Galvão de Lacerda                     |            | 1750 bis 1755                        | Sonder-Gesandter                                                                                                 |
| José Galvão de Lacerda (Botado de Pina Macedo)       |            | 1755– Dezember 1756                  | Ministro |
| António Francisco de Saldanha da Gama                |            | 1756– September 1757                 | Botschafter |
| Pedro da Costa de Almeida Salema                     |            | Juli 1757 –1762                      | ohne Rang vermerkt                                                                                               |
| Martinho de Melo e Castro                            |            | Oktober 1762 –29. März 1763          | Sonder-Gesandter, am 13. Oktober 1762 akkreditiert                                                               |
| Vicente de Sousa Coutinho                            |            | 5. Juli 1763 –26. Mai 1772           | Ministro Plenipotenciário, im Juli 1763 akkreditiert                                                             |
| Vicente de Sousa Coutinho                            |            | 26. Mai 1772 –8. Mai 1792            | Botschafter, am 26. Mai 1772 akkreditiert                                                                        |
| Henrique Roberto Tomasini                            |            | 1792 bis 1796                        | Geschäftsträger                                                                                                  |
| José António dos Santos Branco                       |            | 8. Mai 1792 –1796                    | Geschäftsträger                                                                                                  |
| José Maria de Sousa                                  |            | 7. April 1802 –18. November 1804     | Sonder-Gesandter und Ministro Plenipotenciário, im April 1802 akkreditiert                                       |
| Lourenço de Lima                                     |            | 17. August 1804 –18. November 1804   | Sonder-Botschafter                                                                                               |
| Lourenço de Lima                                     |            | 18. November 1804 –14. Oktober 1807  | Botschafter, am 18. November 1804 akkreditiert                                                                   |
| Marquês de Marialva                                  |            | 2. Oktober 1814 –2. Dezember 1814    | Sonder-Botschafter                                                                                               |
| Francisco Maria de Brito                             |            | 3. Oktober 1814 –22. Juli 1817       | Geschäftsträger, am 3. Oktober 1814 angetreten                                                                   |
| Marquês de Marialva                                  |            | 1816 bis 1817                        | Botschafter, am 30. Juni 1816 akkreditiert                                                                       |
| Francisco Maria de Brito                             |            | 1817                                 | Sonder-Gesandter und Ministro Plenipotenciário, am 22. Juli 1817 akkreditiert                                    |
| Marquês de Marialva                                  |            | 1818– 31. Dezember 1821              | Botschafter |
| José Diogo Mascarenhas Neto                          |            | 30. Dezember 1821 –11. Juli 1822     | Geschäftsträger                                                                                                  |
| João Francisco de Oliveira                           |            | 11. Juli 1822 –27. Oktober 1822      | Geschäftsträger                                                                                                  |
| João Ferreira da Costa Sampaio                       |            | 27. Oktober 1822 –16. Januar 1823    | Beauftragter, am 27. Oktober 1822 akkreditiert                                                                   |
| Marquês de Marialva                                  |            | 4. April 1823 –23. November 1823     | Botschafter, am 10. Juli 1823 akkreditiert                                                                       |
| F. J. Maria de Brito                                 |            | 24. Dezember 1823 –März 1825         | Sonder-Gesandter und Ministro Plenipotenciário                                                                   |
| Conde de Oriola                                      |            | 10. Juni 1825 –5. November 1825      | |
| Pedro de Melo Breyner                                |            | 5. November 1825 –26. September 1826 | Sonder-Gesandter und Ministro Plenipotenciário, am 5. November 1825 akkreditiert                                 |
| Nuno Barbosa de Figueiredo                           |            | 26. September 1826 –4. Juni 1828     | Geschäftsträger                                                                                                  |
| Conde de Vila Real                                   |            | Oktober 1826–?                       | Sonder-Gesandter und Ministro Plenipotenciário                                                                   |
| Conde da Ponte                                       |            | 9. Juni 1828 –18. Juni 1833          | Ministro Plenipotenciário                                                                                        |
| Nuno Barbosa de Figueiredo                           |            | 8. Februar 1830 –27. Mai 1830        | Geschäftsträger                                                                                                  |
| Francisco de Almeida Portugal (2. Conde do Lavradio) |            | 27. Juni 1830 –10. Juni 1833         | Ministro Plenipotenciário                                                                                        |
| Visconde de Alcochete                                |            | 18. Juni 1833 –12. Mai 1834          | Übergangs-Geschäftsträger, am 7. Oktober 1833 akkreditiert                                                       |
| Visconde da Carreira                                 |            | 12. Mai 1834 –8. Juni 1840           | Ministro Plenipotenciário, am 17. Mai 1834 akkreditiert                                                          |
| Nuno Barbosa de Figueiredo                           |            | 12. Dezember 1836 –1. Oktober 1837   | Sonder-Geschäftsträger                                                                                           |
| Nuno Barbosa de Figueiredo                           |            | 8. Juni 1840 –6. Dezember 1841       | Übergangs-Geschäftsträger                                                                                        |
| Visconde da Carreira                                 |            | 7. Dezember 1841 –30. Mai 1847       | Ministro Plenipotenciário, wahrscheinlich am 7. Dezember 1841 akkreditiert                                       |
| Conde de Rendufe                                     |            | 30. Mai 1847 –23. Januar 1848        | Ministro Plenipotenciário, am 31. Mai 1847 akkreditiert                                                          |
| Barão de Paiva                                       |            | 24. Januar 1848 –21. Juli 1850       | Übergangs-Geschäftsträger, am 30. Juli 1848 akkreditiert                                                         |
| Barão de Paiva                                       |            | 10. August 1850 –11. November 1851   | Ministro Plenipotenciário, am 31. August 1850 akkreditiert                                                       |
| Conde da Azinhaga                                    |            | 11. November 1851 –20. Oktober 1852  | Ministro Plenipotenciário, am 11. November 1851 akkreditiert                                                     |
| Barão de Paiva                                       |            | 27. Oktober 1852 –22. Oktober 1868   | Ministro Plenipotenciário, am 21. Oktober 1852 akkreditiert                                                      |
| Conde de Ávila                                       |            | 13. November 1868 –27. Oktober 1868  | Ministro Plenipotenciário, am 20. November 1868 akkreditiert                                                     |
| Duque de Saldanha                                    |            | 14. März 1869 –19. Oktober 1869      | Ministro Plenipotenciário, am 14. März 1869 akkreditiert                                                         |
| Visconde de Lancastre                                |            | 20. Oktober 1869 –26. Februar 1870   | Übergangs-Geschäftsträger                                                                                        |
| Conde do Casal Ribeiro                               |            | 27. Februar 1870 –30. Juni 1870      | Ministro Plenipotenciário, am 27. Februar 1870 akkreditiert                                                      |
| Visconde de Lancastre                                |            | 3. Juli 1870 –17. Oktober 1870       | Übergangs-Geschäftsträger                                                                                        |
| Visconde de Seisal                                   |            | 17. Oktober 1870 –8. Januar 1874     | Ministro Plenipotenciário, am 24. Oktober 1870 akkreditiert                                                      |
| Barão de Santos                                      |            | 9. Januar 1874 –23. Mai 1874         | Übergangs-Geschäftsträger                                                                                        |
| José da Silva Mendes Leal                            |            | 23. Mai 1874 –27. Juli 1883          | Ministro Plenipotenciário, am 23. Mai 1874 akkreditiert                                                          |
| João de Andrade Corvo                                |            | 27. Juli 1883 –2. Juni 1886          | Ministro Plenipotenciário, am 27. Juli 1883 akkreditiert                                                         |
| Conde de Valbom                                      |            | 26. Juni 1886 –30. Januar 1890       | Ministro Plenipotenciário, am 1. Juli 1886 akkreditiert                                                          |
| Miguel Martins Dantas                                |            | 18. März 1890 –1. August 1891        | Ministro Plenipotenciário, am 25. März 1890 akkreditiert                                                         |
| Emygdio Julio Navarro                                |            | 7. August 1891 –8. Juni 1894         | Ministro Plenipotenciário, am 17. November 1891 akkreditiert                                                     |
| Conde de Selir                                       |            | 9. Juni 1894 –10. August 1894        | Übergangs-Geschäftsträger                                                                                        |
| Tomaz de Sousa Rosa                                  |            | 10. August 1894 –12. Oktober 1910    | Ministro Plenipotenciário, am 30. August 1894 akkreditiert                                                       |
| António Carlos de Sousa dos Santos Bandeira          |            | 7. Oktober 1910 –25. April 1911      | Übergangs-Geschäftsträger                                                                                        |
| João Pinheiro Chagas                                 |            | 25. April 1911 –31. Dezember 1923    | Ministro Plenipotenciário, am 30. Januar 1912 akkreditiert                                                       |
| João Maria Cisneiros Ferreira                        |            | 29. Dezember 1923 –27. März 1924     | Übergangs-Geschäftsträger                                                                                        |
| António Joaquim Ferreira da Fonseca                  |            | 27. März 1924 –23. Juli 1926         | Ministro Plenipotenciário, am 4. April 1924 akkreditiert                                                         |
| João Maria Cisneiros Ferreira                        |            | 23. Juli 1926 –25. August 1926       | Übergangs-Geschäftsträger                                                                                        |
| Armado Humberto da Gama Ochôa                        |            | 25. August 1926 –9. Juni 1941        | Ministro Plenipotenciário, am 18. Oktober 1926 akkreditiert, Legation 1940 nach Vichy verlegt                    |
| José Caeiro da Mata                                  |            | 11. Juli 1941 –14. September 1944    | Ministro Plenipotenciário, am 18. Juli 1941 akkreditiert (Amtssitz Vichy), am 30. Dezember 1943 Posten verlassen |
| Carlos Pedro Pinto Ferreira                          |            | 4. Juli 1943 –15. September 1944     | Übergangs-Geschäftsträger, Amtssitz Vichy                                                                        |
| Augusto de Castro Sampaio Côrte Real                 |            | (10.?) Februar 1945 –29. Juli 1947   | Ministro Plenipotenciário, am 10. März 1945 akkreditiert, Amtssitz wieder Paris                                  |
| Marcello Gonçalves Nunes Duarte Mathias              |            | 30. Juli 1947 –18. April 1948        | Ministro Plenipotenciário, am 8. Juni 1947 akkreditiert                                                          |
| Marcello Gonçalves Nunes Duarte Mathias              |            | 19. April 1948 –29. September 1958   | Botschafter, am 20. April 1948 akkreditiert, Legation zur Botschaft erhoben                                      |
| Manuel Nunes da Silva                                |            | 29. September 1958 –25. Februar 1959 | Übergangs-Geschäftsträger                                                                                        |
| António Augusto Braga Leite de Faria                 |            | 25. Februar 1959 –22. Mai 1961       | Botschafter, am 12. März 1959 akkreditiert                                                                       |
| Marcelo Gonçalves Nunes Duarte Mathias               |            | 23. Mai 1961 –15. August 1971        | Botschafter, am 3. Juni 1961 akkreditiert, Posten verlassen am 19. Juli 1971                                     |
| Mário Júlio de Melo Freitas                          |            | 19. Juli 1971 –20. Oktober 1971      | Übergangs-Geschäftsträger                                                                                        |
| Alfredo Lencastre da Veiga                           |            | 20. Oktober 1971 –29. August 1974    | Botschafter, am 16. November 1971                                                                                |
| José Manuel Borges Gama Cornélio da Silva            |            | 29. August 1974 –23. Dezember 1974   | Übergangs-Geschäftsträger                                                                                        |
| António Antero Coimbra Martins                       |            | 23. Dezember 1974 –30. Juni 1979     | Botschafter, am 23. Dezember 1974 akkreditiert                                                                   |
| António José Aniceto Siqueira Freire                 |            | 2. Juli 1979 –17. August 1983        | Botschafter, am 12. Juli 1979 akkreditiert                                                                       |
| Manuel Moreira de Andrade                            |            | 17. August 1983 –30. Januar 1984     | Übergangs-Geschäftsträger                                                                                        |
| Walter Ruivo Pinto Gomes Rosa                        |            | 30. Januar 1984 –21. Februar 1985    | Botschafter, am 23. Februar 1984 akkreditiert                                                                    |
| Luis Gaspar da Silva                                 |            | 14. Juni 1985 –6. November 1990      | Botschafter, am 3. Juli 1985 akkreditiert                                                                        |
| José Maria de Almeida Sherman de Lemos Macedo        |            | 15. November 1990 –16. März 1995     | Botschafter, am 6. Dezember 1990 akkreditiert                                                                    |
| José César Paulouro das Neves                        |            | 26. April 1995 –29. April 1999       | Botschafter, am 7. Juni 1995 akkreditiert                                                                        |
| Leornado Charles de Zaffiri Duarte Mathias           |            | 30. April 1999 –9. Februar 2001      | Botschafter, am 18. Mai 1999 akkreditiert                                                                        |
| António Victor Martins Monteiro                      |            | 8. März 2001 –16. Juli 2004          | Botschafter |
| João Rosa Lã                                         |            | 22. Oktober 2004 –8. März 2006       | Botschafter |
| António Victor Martins Monteiro                      |            | 20. März 2006 –1. Februar 2009       | Botschafter |
| Francisco Manuel Seixas da Costa                     |            | 2. Februar 2009 –27. Januar 2013     | Botschafter, am 7. Juli 2009 akkreditiert                                                                        |
| José Filipe Mendes Moraes Cabral                     |            | 1. Februar 2013 –27. November 2017   | Botschafter, am 22. Februar 2013 akkreditiert                                                                    |
| Jorge Ryder Torres Pereira                           |            | 12. Dezember 2017 –2022              | Botschafter, am 18. Dezember 2017 akkreditiert                                                                   |
| José Augusto Duarte                                  |            | 2022 –2025                           | Botschafter |
| Francisco Ribeiro de Menezes                         |            | seit 2025                            | Botschafter |